# Lost Springs (Kansas)
Lost Springs est une ville du comté de Marion, situé dans le Kansas, aux États-Unis. En 2010 sa population était de 70 habitants.